# أوغست هورش
أوغست هورش (بالإنجليزية: August Horch)‏ (من 12 أكتوبر 1868 إلى 3 فيراير 1951) كان مهندس ومطور سيارات ألماني، مؤسس ما يعرف حالي بشركة أودي.

## روابط خارجية
- أوغست هورش على موقع مونزينجر (الألمانية)
- أوغست هورش على موقع إن إن دي بي (الإنجليزية)
- أوغست هورش على موقع eWRC-results.com (الإنجليزية)